# Anablepsoides cajariensis
Anablepsoides cajariensis är en fiskart som beskrevs av Costa och De Luca 2011. Arten ingår i släktet Anablepsoides, och familjen Rivulidae. Inga underarter finns listade i Catalogue of Life.